# Keiko Suzuki
Keiko Suzuki (jap. すずき けいこ Suzuki Keiko) – japońska aktorka głosowa pochodząca z Osaki. Pod tym imieniem występuje głównie w powieściach wizualnych wydawanych przez firmę Visual Arts (w tym tworzonych przez studio Key). Od 1998 roku użycza swojego głosu w eroge, używając wówczas imienia Chisato Suzumori (jap. 涼森ちさと Suzumori Chisato).

## Role
Wymieniono wyłącznie role, w których aktorka występuje pod imieniem Keiko Suzuki.

### Gry komputerowe
2006
- Planetarian: The Reverie of a Little Planet (Yumemi Hoshino)
- Shinkyoku Sōkai Polyphonica (Eufinley Tsuge)

2007
- Demon Parasites (Hilda)
- Iinazuke (Stinrorra Grana Mishal)
- Little Busters! (Haruka Saigusa, Kanata Futaki)
- Tomoyo After: It’s a Wonderful Life CS Edition (Takafumi Sakagami, Kanako)

2011
- Rewrite (Shizuru Nakatsu)

2012
- Fushikitan Kyūkon Sennen Shōjo (Maki Orihara)
- Rewrite Harvest festa! (Shizuru Nakatsu)

2013
- Kud Wafter – wersja bez ograniczeń wiekowych (Kanata Futaki)

### Anime
2007
- Clannad (Kanako)

2012
- Little Busters! (Haruka Saigusa, Kanata Futaki)

2013
- Little Busters! Refrain (Haruka Saigusa)

2014
- Little Busters! EX (Haruka Saigusa, Kanata Futaki)

2016
- Planetarian (Yumemi Hoshino)
- Planetarian: Hoshi no Hito (Yumemi Hoshino)

2017
- Nora to ōjo to noraneko Heart (narrator)